# 塞尔维亚市镇和城市
市镇和城市是塞尔维亚的地方政府基层行政区划单位。塞尔维亚划分为145个市镇和29个城市（其中28个市镇和一个城市位于未实际控制的科索沃和梅托希亚自治省）。
市镇和城市组合为29个行政区，但贝尔格莱德市例外，其不属于任何行政区。

## 市镇
如同很多其他国家一样，市镇（општине / opštine）是塞尔维亚地方政府的基本行政单位。市镇的行政长官称为“市镇主席”，市镇的行政权由市镇委员会掌握，立法权则由市镇议会行使。市镇议会由每四年举行的地方选举产生，市镇主席和委员会则由市镇议会投票选出。市镇能拥有自己的财产（包括公共服务公司）及预算。虽然只有城市才有官方称谓的市长（градоначелници / gradonačelnici），但市镇主席也经常非正式地称为市长。
市镇的领土由一个城镇（市镇的治所）及周边村庄组成，例如乔卡市镇由作为治所的乔卡镇和周边村庄组成。市镇的名字与其治所的名字相同，只有一个市镇（戈拉市镇）不与治所同名，其治所为德拉加什镇。该市镇位于科索沃，因此仅存在纸面上。科索沃特派团在2000年把该市镇的领土与普里兹伦市镇的部分领土合并组建为新的德拉加什市镇，但塞尔维亚政府不承认此变动。
地方自治系统的改革倡议者指出塞尔维亚的市镇不管从领土面积还是居民数量（平均有5万名居民）来看在欧洲都是最大的，由此不能高效地满足居民的需求以及将来自国家预算的收入分配至最相关的项目去。

## 城市
城市（градови / gradovi）是另外一种地方自治政府的形式。城市的居民数量通常超过10万人，但在其他方面跟市镇类似。城市有市议会及自己的预算。只有城市才有市长（градоначелници / gradonačelnici），但在日常用语中市镇主席也经常称为“市长”。
如同市镇一样，城市的领土也是由一个主城区跟周边村庄组成。每个城市（及市镇）为行政区的一部分，唯一的例外是首都贝尔格莱德，其不属于任何行政区。
城市可以再划分为市辖市镇（градске општине / gradske opštine，在中文语境里也称为“市辖区”）。贝尔格莱德、尼什、波扎雷瓦茨、乌日采和弗拉涅这五个城市下分为多个市辖市镇。城市及其市辖市镇的职权范围有所划分。

## 科索沃的市镇
塞尔维亚法律仍旧视科索沃为塞尔维亚的一部分（正式名称为科索沃和梅托希亚自治省），但联合国科索沃特派团在科索沃设置了新的行政区划。《领土组织法》定义了科索沃境内的28个市镇和一个城市。2000年戈拉市镇与普里兹伦市镇的一部分合并为新的德拉加什市镇，同时设立了一个新的马利舍沃市镇。后来在2005至2008年间设立了7个新的市镇：格拉查尼察市镇、埃莱兹汉市镇、尤尼克市镇、帕尔泰什市镇、克洛科特市镇、拉尼卢格市镇、馬穆沙市镇。但是塞尔维亚政府并不承认科索沃的行政区划更变，尽管一些新成立的市镇里塞族占多数，且一些塞族居民参加地方选举。在2009年的地方选举中在格拉查尼察、克洛科特及拉尼卢格三个市镇里塞族政党获得多数席位。
在2013年布魯塞爾協定里塞尔维亚同意取消在科索沃的平行市镇机构，而科索沃政府则同意设立塞尔维亚族市镇联合体。但是双方都没有积极履行该协议。